# Лейта (монитор)
Лейта (нем. «Leutha») — монитор, относящийся к одноимённому типу. Первый речной монитор, построенный в Австро-Венгрии. В настоящее время стоит как корабль-музей на Дунае в Будапеште у здания парламента. 

## История
Построен в Будапеште, вошел в строй в 1872 году, реконструирован и перевооружен в 1893—1894 годах. В 1915 году вновь перевооружен, получил 1 — 120 мм/35, 1—66 мм/45, 1 — 66 мм/18, 3 пул.
В 1878 году принимал участие в оккупации Боснии и Герцеговины. Активно участвовал в боях Первой мировой войны на Саве с 11 августа по 1 декабря 1914 года, при первом взятии Белграда. С 6 по 9 октября 1915 года он сыграл значительную роль во втором взятии Белграда. С 2 по 3 октября 1916 года он был развернут против румынских войск, переправлявшихся через Дунай у Ряхово. С 22 по 26 ноября 1916 г. он участвовал в переправе Центральных держав через Дунай у Систова.
10 апреля 1918 года выведен из эксплуатации в Обуде и исключен из списков флота. В начале 1919 года Антанта вывела из страны все годные к использованию военные корабли с Дуная. Руководители Венгерской Советской Республики выступили за организацию Дунайской флотилии. Кораблям с немецкими названиями были присвоены венгерские имена, и тогда Лейта стала Лайтой. Под новым названием он также участвовал в боевом задании: со 2 по 24 июня 1919 года сражался против чешских интервентов между Эстергомом и Комаром. С 24 по 26 июня 1919 года корабль и его команда участвовали в одном из первых в мире антикоммунистических восстаний — восстании Академии Людовики.
В 1920 году превращен в понтон. «Лейту» купила венгерская компания, которая в 1928 году назвала его Йожеф Лайош и переоборудовала в судно-гравиеукладчик. В этом виде «Лейта» плавала ещё в 1980—1981 годах в районе Будапешта, под наименованием FK-201 и использовалась для углубления и расчистки фарватера.
С 20 августа 2010 года является кораблём-музеем и одновременно почётным флагманом 1-го полка сапёрного и боевых кораблей Венгерской Дунайской флотилии.

## Корабль-музей
Перед организаторами переделки «FK-201» обратно в монитор «Лейта» стояла сложная задача. От монитора остался только корпус, а всё остальное пришлось создавать заново. Хотя Венгерский военно-исторический институт и музей стали собственниками корабля ещё в 1992 году, только в 2005 году начались работы по приведению монитора в изначальное состояние. В восстановлении корабля активно участвовали добровольцы из Венгерского общества морской истории, моделизма и традиций, а финальные работы по приведению корпуса в порядок были произведены на верфи в словацком Комарно при помощи гранта от Европейского Союза.